# José María Vargas
José María Vargas, född 10 mars 1786, död 13 juli 1854, var president i Venezuela.